# 香港天氣氣旋預報中心
香港天氣氣旋預報中心(Hong Kong Weather And Cyclone Forecast Centre)於2009年11月1日成立，是香港其中一個較受歡迎的天氣及熱帶氣旋預報網站之一。該站並且在社交網站Facebook設立了專頁，風季時每週瀏覽量可達3000人次。
香港天氣氣旋預報中心的服務包括即時更新的發佈資料，熱帶氣旋回顧，以及熱帶氣旋和氣象的相關資料，在2012至2013年亦曾預報台灣天氣。香港天氣氣旋預報中心於2012年3月17日的總瀏覽量突破30000人次，唯其後曾停止更新一段時間，目前主要以Facebook專頁作為更新渠道，為香港市民提供即時天氣消息。在2017年11月左右，網主突然宣布將停止網站Facebook專頁的更新。唯網站於其Twitter和Instagram仍如常進行發佈。

## 外部連結
```
香港天氣氣旋預報中心網站版*
（繁體中文）
 
 
（
页面存档备份
，存于
）
 
香港天氣氣旋預報中心Twitter專頁*
（繁體中文）
 
 
香港天氣氣旋預報中心Instagram專頁*
（繁體中文）
 
```